# Johnny Clarke
Johnny Clarke (12 gennaio 1955) è un musicista giamaicano.

## Biografia
Clarke crebbe nel ghetto Whitfield Town di Kingston e frequentò il Kingston College. Nel 1971 vinse un concorso presso Bull Bay, ottenendo un incontro con il produttore Clancy Eccles, con il quale, l'anno seguente, incise il suo primo brano musicale, God Made the Sea and the Sun. Il singolo non vendette molto e, deluso dalla mancanza di una corretta promozione, scelse come collaboratore Rupie Edwards, che produsse i primi successi di Johnny Clarke, Everyday Wondering e Julie (1973). Nel 1974, Clarke cambiò nuovamente produttore, registrando Jump Back Baby per Glen Brown, prima di iniziare una lunga collaborazione con Bunny Lee ed il suo gruppo The Aggrovators (sempre nel 1974). None Shall Escape the Judgement ottenne un successo immediato, tanto da diventare la title track dell'album di debutto del musicista.
Clarke fu nominato "artista dell'anno" in Giamaica sia nel 1975 che nel 1976, e divenne uno dei cantanti più popolari dell'isola, reinterpretando i brani reggae più famosi di altri artisti. Molte delle canzoni di Clarke si incentrano sulle tematiche del movimento rastafari, tra cui la nonviolenza (ad esempio, in Let Go Violence) e la legalizzazione della marijuana (Legalize It). Aiutò a definire il periodo "Flying Cymbals", che precedette il sound "Roots Rockers" caratteristico della seconda metà degli anni 1970. Clarke fu uno dei primi artisti giamaicani a firmare, nel 1976, un contratto con la Front Line (succursale della Virgin Records), pubblicando con la quale gli album Authorized Version e Rockers Time Now. Clarke ottenne altri successi nei primi anni 1980 assieme al produttore S. Douglas, prima di lavorare nuovamente con Lee. Successivamente, vista declinare la sua popolarità, il cantante si trasferì a Londra (1983), lavorando con Mad Professor, King Tubby, Errol Thompson e Prince Jammy. Negli anni novanta riapparve occasionalmente con del nuovo materiale originale (Rasta Nuh Fear nel 1992 e Rock With Me nel 1997), e intraprese nuove tournée con regolarità.
Nel 2012 ha pubblicato Jamaica 50 - Sing, Then Dub Them, in occasione del 50º anniversario dell'indipendenza giamaicana.

## Discografia
- 1974 - None Shall Escape (Total Sounds)
- 1975 - Moving Out (Total Sounds)
- 1975 - I'm Gonna Put It On (Vulcan)
- 1976 - No Woman No Cry (Total Sounds)
- 1976 - Authorised Version (Frontline)
- 1976 - Rocker's Time Now (Frontline)
- 1976 - Don't Stay Out Late (Paradise)
- 1977 - Up Park Camp (Justice)
- 1977 - Girl I Love You (Justice)
- 1978 - Sweet Conversation (Third World)
- 1978 - King of the Arena (Third World)
- 1979 - Satisfaction (Third World)
- 1980 - Down In a Babylon (Cha Cha)
- 1982 - I Man Come Again (Black Music)
- 1983 - Yard Style (Ariwa)
- 1985 - Sly & Robbie Present the Best of Johnny Clarke (Vista Sounds)
- 1985 - Give Thanks (Ariwa)
- 1992 - Rasta Nuh Fear (Sonic Sounds)
- 1997 - Rock With Me
- 2003 - Reggae Heights (Mafia & Fluxy)
- 2012 - Jamaica 50 - Sing, Then Dub Them (Hit Machine)

### Altre apparizioni
- 2005 - Trojan Roots & Culture Box Set (BMG)